# Eocercomonas ramosa
Eocercomonas ramosa ist ein heterotroph lebender Flagellat aus der Gruppe der Cercomonadida. Sie ist die einzige Art der Gattung Eocercomonas.

## Merkmale der Gattung
Es sind gleitende, meist spindelförmig Cercomonaden, wobei die hintere Geißel nach hinten weist und nachschleift. Die Gattung unterscheidet sich von den nah verwandten Gattungen Cercomonas und Paracercomonas durch folgende Merkmale: sie besitzt ein dorsales, hinteres Mikrotubuli-Band und eine nukleäre faserige, gestreifte Wurzel. Von Cercomonas unterscheidet sie das fehlen einer Kern-Erweiterung zu den Zentriolen hin, es fehlen an beiden Zentriolen cartwheels, und beide Zentriolen besitzen eine proximale transversale Platte. Von der vorderen Zentriole reicht eine lange, faserige, gestreifte Wurzel zur Zellkern hin. Die Mitochondrien besitzen Cristae in der Form von runden Tubuli. Weiters ist die Gattung durch drei diagnostische Sequenzabschnitte in der 18S rRNA definiert.

## Merkmale der Art
Eocercomonas ramosa bildet gleitende, spindelförmige Zellen von 5 bis 15 Mikrometer Länge. Der proximale Teil der vorderen Geißel ist von einer Cytoplasma-Scheide umgeben. Sie ist meist mehr als doppelt so lang wie der Zellkörper im gleitenden Zustand. Die hintere Geißel ist meist nicht sichtbar und ragt hinten nur wenig über die Zelle hinaus. Die kontraktile Vakuole befindet sich im vorderen Zellbereich. Im Stadium der Nahrungsaufnahme bilden sie stark verzweigte, sehr schlanke Pseudopodien. Sie können sich zu Konsortien zusammenschließen. Im Geißelapparat setzt die dorsale, vordere Wurzel seitlich an der vorderen Zentriole an. 

## Verbreitung
Der Stamm, auf dem die Erstbeschreibung beruht, wurde einem Süßwassersee in der Antarktis entnommen.

## Systematik
Die Gattung Eocercomonas wurde 2006 von der Gattung Cercomonas abgetrennt und bildet deren Schwestergruppe: 
|  | Klade A1 = Cercomonas   |
|  |                         |
|  | Klade A2 = Eocercomonas |
|  |                         |

|  | Klade B1 = Paracercomonas    |
|  |                              |
|  | zwei unbenannte Cercomonaden |
|  |                              |

|  | Klade A1 = Cercomonas   |
|  |                         |
|  | Klade A2 = Eocercomonas |
|  |                         |

|  | Klade B1 = Paracercomonas    |
|  |                              |
|  | zwei unbenannte Cercomonaden |
|  |                              |

## Belege
- Serguei A. Karpov, David Bass, Alexander P. Mylnikov, Thomas Cavalier-Smith: Molecular Phylogeny of Cercomonadidae and Kinetid Patterns of Cercomonas and Eocercomonas gen. nov. (Cercomonadida, Cercozoa). Protist, Band 157, 2006, S. 125–158, doi:10.1016/j.protis.2006.01.001